# لدغة ثعبان
لدغة الثعبان هو الضرر التي تسببه لدغة من الثعبان، مما أدى في كثير من الأحيان في الجروح التي سببتها الحيوان فانغ ليالي وتؤدي أحيانا في التأثر بسمها. على الرغم من أن الغالبية العظمى من أنواع الثعابين غير السامة تقتل عادة فرائسها مع انقباض بدلا من السم، وجدت أن الثعابين السامة يمكن أن توجد في كل القارات باستثناء القارة القطبية الجنوبية. الثعابين في كثير من الأحيان تنكز فرائسها كوسيلة من وسائل الصيد، ولكن أيضا لأغراض دفاعية ضد الحيوانات المفترسة. منذ المظهر المادي للالثعابين قد تختلف، غالبا لا يكون هناك أي وسيلة عملية لتحديد الأنواع والعناية الطبية المهنية ينبغي السعي إليها.
نتيجة نكزات الثعابين تعتمد على عوامل عديدة، بما في ذلك نوعا من الثعابين، ومنطقة من الجسم للعض، وكمية السم التي حقنت، والظروف الصحية للضحية. مشاعر الرعب والهلع شائعة بعد لدغة الأفعى ويمكن أن تنتج مجموعة من الأعراض المميزة بوساطة الجهاز العصبي اللاإرادي، مثل تسارع دقات القلب والغثيان.  العضات من الثعابين غير السامة، يمكن أيضا أن تسبب الإصابة، وغالبا بسبب التهتك الناجم عن أسنان الثعبان، أو من العدوى الناجمة عن ذلك. النكزة قد تؤدي أيضا إلى رد فعل تحسسي، والتي يحتمل ان تكون قاتلة. توصيات الإسعافات الأولية لعضات الأفاعي تعتمد على تقطن المنطقة، والعلاجات الفعالة للنكزات التي يرتكبها بعض الأنواع يمكن أن تكون غير فعالة من أجل الآخرين.
وينسب عدد القتلى إلى نكز الثعابين تختلف اختلافا كبيرا حسب المنطقة الجغرافية. على الرغم من أن الوفاة نادرة نسبيا في أوروبا وأمريكا الشمالية،  ومعدلات الاعتلال والوفيات المرتبطة بنكزات الثعابين هي مشكلة صحية عامة خطيرة في العديد من مناطق العالم، ولا سيما في المناطق الريفية التي تفتقر إلى المرافق الطبية. كذلك، في حين أن جنوب آسيا وجنوب شرق آسيا، و جنوب الصحراء الكبرى في أفريقيا تشير على أكبر عدد من النكزات، وهناك أيضا نسبة عالية في Neotropics وغيرها من المناطق الاستوائية وشبه الاستوائية. كل عام عشرات الآلاف من الناس يموتون من نكز الثعابين،  حتى الآن خطر تعرضهم للنكزات يمكن تخفيضها مع اتخاذ تدابير وقائية، مثل ارتداء أحذية واقية وتجنب المناطق المعروفة بكونها التي تسكنها الثعابين الخطرة.

## العلامات والأعراض

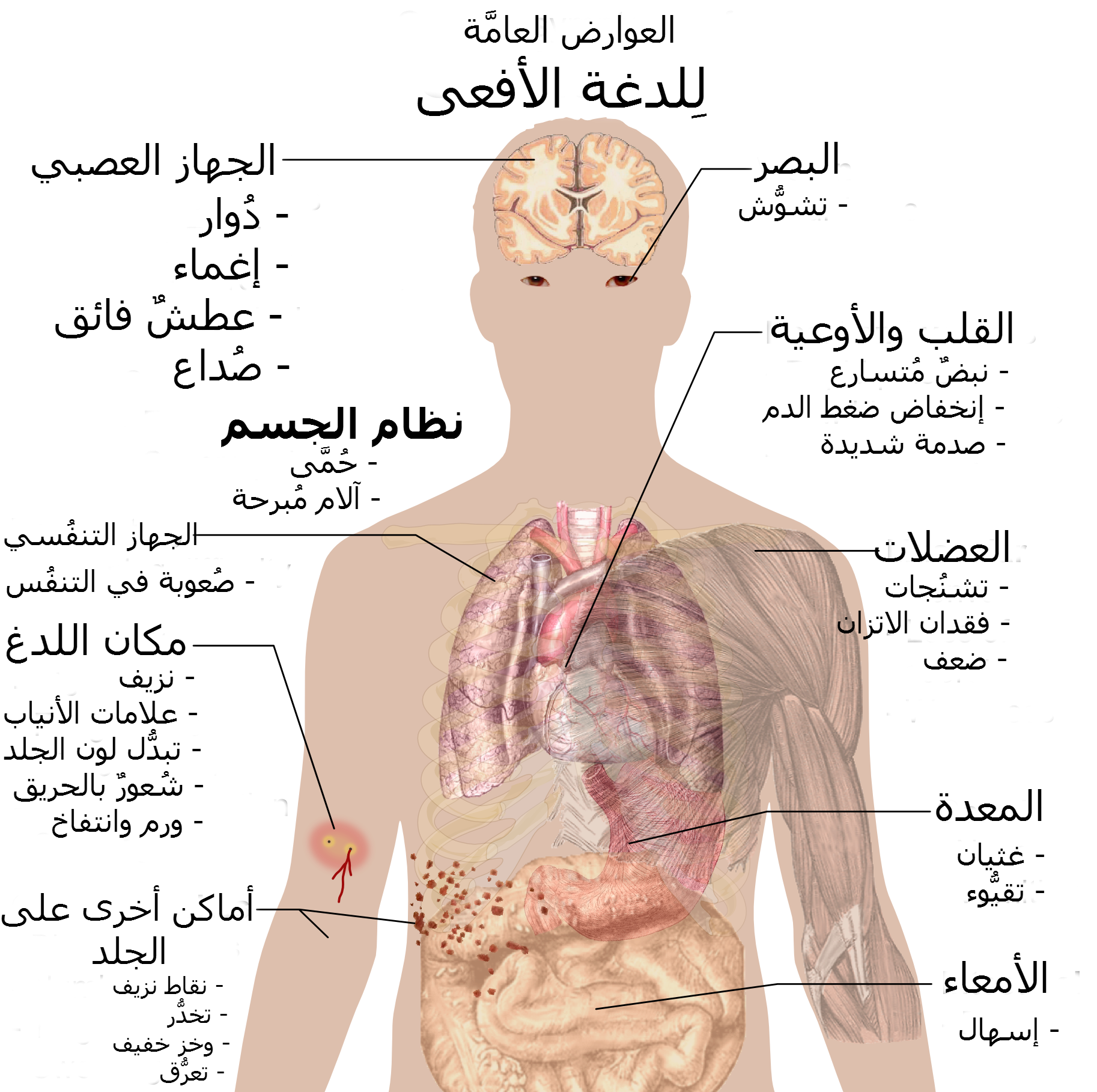
الأعراض الأكثر شيوعا من أي نوع من التأثر بزعاف الحشرات ثعبان لدغة الأفعى ل ومع ذلك، هناك تفاوت واسعة في الأعراض بين لدغ من أنواع مختلفة من الثعابين.

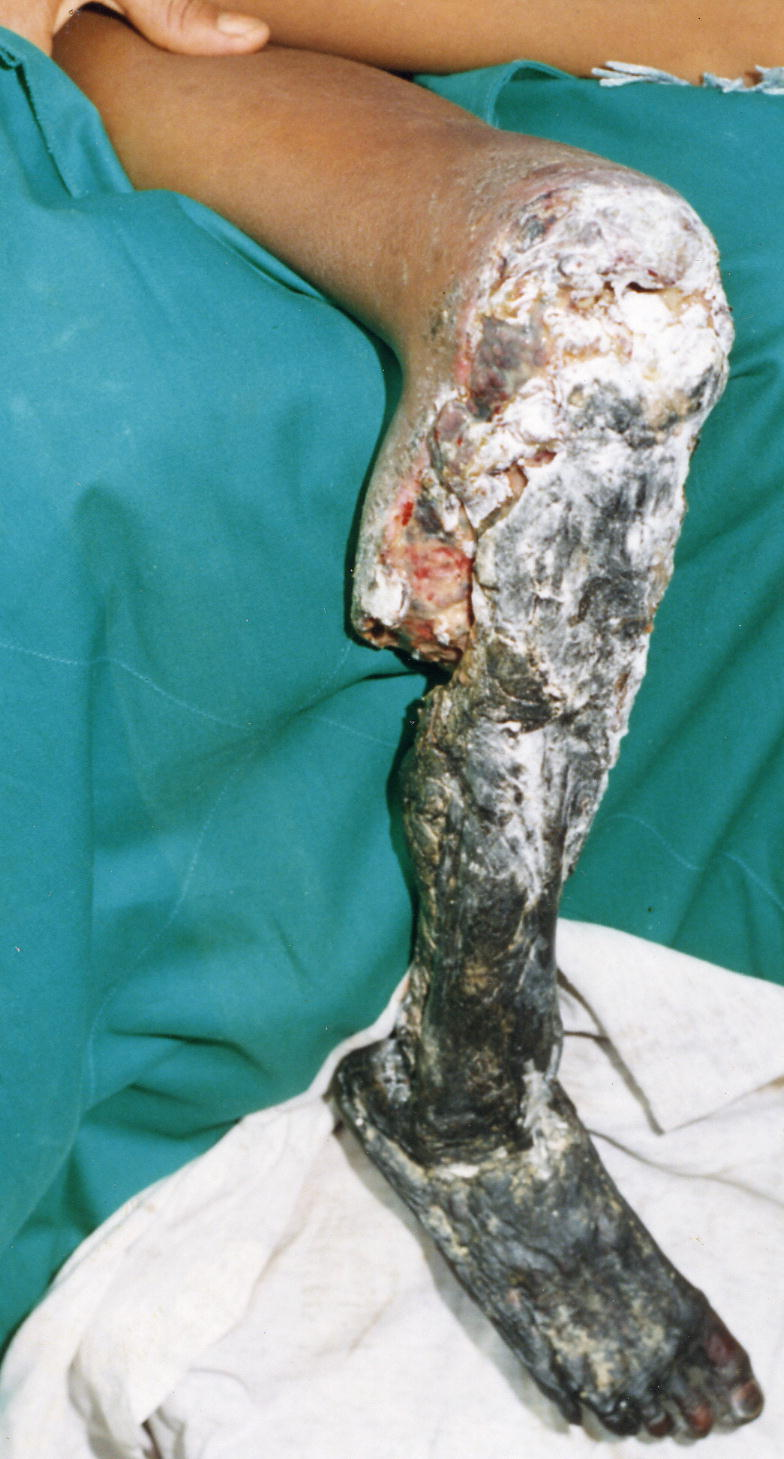
نخر الأنسجة شديدة التأثر بزعاف الحشرات التالية asper الدساس. وكان الضحية وهو صبي، للعض 11 عاما) قبل أسبوعين في الإكوادور، ولكن تعامل فقط مع المضادات الحيوية.

من أكثر الأعراض انتشارا لجميع لدغات الثعابين هو الخوف الشديد، والذي قد يؤدي الي اعراض أخرى مثل الغثيان، والقيء، والإسهال، والدوار، والإغماء، وعدم انتظام دقات القلب، والبرد، والجلد الصدفي. التلفزيون والأدب والفولكلور هي المسؤولة جزئيا عن هذه الضجة المحيطة بلدغات الثعابين، والناس قد يكون لها أفكار لا مبرر لها من الموت القريب.
لدغات الأفاعي الجافة وتلك التي تسببها أنواع الأفاعي غير السامة لا يزال يمكن ان تسبب أصابه شديده. وهناك عده أسباب لذلك: قد يصاب الشخص بالعدوى، مع لعاب الثعبان والأنياب التي تاوي أحيانا الكائنات الميكروبية مثل الكلوستريديوم تيتاني أو الطمثية الكزازية وقد تسبب اللدغات فرط الحساسية في بعض الأشخاص.
معظم لدغ الثعابين، سواء من قبل ثعبان السامة ام لا، سيكون لها نوع من التاثير. هناك الم طفيف واحمرار في أكثر من 90 في المئة من الحالات، على الرغم من ان هذا يختلف تبعا للمكان المصاب. قد تكون لدغات الأفاعي وبعض الكوبرا مؤلمه للغاية، حيث تصبح الانسجه المحلية أحيانا طريه ومتورمة بشده لمدة خمس دقائق... قد تنزف هذه المنطقة أيضا، ويمكن ان تؤدي في النهاية إلى موت الانسجه. تشمل الاعراض الاوليه الشائعة للدغات الأفعى الي الخمول والنزيف والضعف والغثيان والقيء. وقد تصبح الاعراض أكثر تهديدا للحياة مع مرور الوقت، وتتطور إلى انخفاض ضغط الدم، وسرعه الدوران، وتسرع القلب الشديد، والنزيف الداخلي الحاد، والفشل الكلوي، وفشل الجهاز التنفسي.
تفيد التقارير بان اللدغات التي تسببها بعض الثعابين مثل ثعبان الكريت، والمرجان، والجرسية أو المجلجلة  تسبب الما ضئيلا أو لا تسبب ألم علي الإطلاق على الرغم من انها تسبب إصابات خطيره تهدد الحياة. يمكن للضحية وصف طعم «المطاطي»، «مينتي»، أو«المعدنية» في الفم إذا لدغت من قبل أنواع معينه من الأفعى. . هناك أنواع من الكوبرا يمكن ان تبصق السم في عيون الشخص، وهذا يؤدي إلى الم الفوري، وشلل في عضلات العين، والعمي في بعض الأحيان.
بوبعض الأفاعي الاستراليه  تسبب تجلط في الدم، وأحيانا تكون شديده جدا حيث ان الشخص قد ينزف تلقائيا من الفم والأنف، وحتى من الجروح القديمة التي لم تلتئم بعد. وقد تنزف الأعضاء الداخلية، بما في ذلك الدماغ والأمعاء، وتسبب كدمات في الجلد.
السم المنبعث من الثعابين البحرية، والكريت، والكوبرا، والمامبا والعديد من الأنواع الاستراليه يحتوي على السموم التي تهاجم الجهاز العصبي. قد تسبب للشخص اضطرابات غريبه في الرؤية، بما في ذلك التشويش. وتنمل في جميع انحاء الجسم.، وصعوبة في التحدث والتنفس. مشاكل الجهاز العصبي سوف يسبب مجموعه كبيره من الاعراض، وتلك المقدمة هنا ليست شامله. إذا لم يعالج الشخص علي الفور قد يموت بسبب فشل جهاز التنفس.
السم المنبعث من بعض أنواع الكوبرا، تقريبا جميع الأفاعي وبعض الثعابين البحر يسبب نخر (موت) الانسجه العضلية. . والانسجه العضلية تبدا في الموت في جميع انحاء الجسم، وهي الحالة المعروفة باسم انحلال الربيـدات أو انحلال العضلات المخططـة، ويكمن ان يؤدي الي تلف الكلي. نتيجة تراكم الهيموغلوبين في الأنابيب الكلوية.وهذا، إلى جانب انخفاض ضغط الدم، يمكن ان يؤدي إلى الفشل الكلوي الحاد، وإذا تركت دون علاج يمكن أن يؤدي الي الموت.

## فسيولوجيا المرض
منذ التأثر بزعاف الحشراتفهو أمر طوعي تماما، وجميع الثعابين السامة قادرة على العض دون حقن السم في ضحيتهم. قد تقدم الأفاعي مثل «العضة الجافة» بدلا من هدر سمومهم على مخلوق كبير جدا بالنسبة لهم للأكل. ومع ذلك، فإن النسبة المئوية للدغات الجافة تختلف بين الأنواع: 50 ٪ من الدغات من ثعبان المرجان الخجول وعادة لا تؤدي إلى التأثر بزعاف الحشرات، بينما 25 ٪ فقط من لدغات pitviper جافة. وعلاوة على ذلك، فإن بعض منأجناس الافاعى، مثل أفعى الجلجلة، تعمل بشكل ملحوظ على زيادة كبيرة في كمية السم التي تحقنها في اللدغات الدفاعية مقارنة بالضربات المفترسة.
قد تكون أيضا بعض الدغات الجافة نتيجة لتوقيت دقيق على جزء من الثعبان، كما قد يكون السم قد صدر قبل الأوان قبل أن اخترقت الأنياب لحم الضحية. حتى من دون السم، وبعض الثعابين، لها عضلات قابضة كبيرة مثل أولئك الذين ينتمون إلى أسر Pythonidae الأصليات، ويمكن بشكل خاص ان تسلم لدغات ضارة؛ والعينات الكبيرة غالبا ما تسبب تهتك شديد، فيما كانت الضحية أو الثعبان سحب نفسه بعيدا، مما تسبب في أن يكون اللحم الذي مزقته الأسنان كالإبرة الحادة في منحنى جزئى لا يتجزأ من الضحية. بينما لا يهدد الحياة مثل لدغة من الأنواع السامة، ويمكن للدغة ان تكون على الاقل مؤقتا منهكة، ويمكن أن تؤدي إلى إصابات خطيرة إذا تعاملت بشكل غير صحيح.
في حين أن معظم الثعابين يجب فتح أفواههم قبل العض وثعابين أفريقيا والشرق الأوسط تعود لعائلة Atractaspididae القادرون على جعل أضعاف الأنياب إلى جانب رؤوسهم دون فتح فمه وحقن الضحايا.

### سم الثعبان
و قد اقترح أن الثعابين قد طورت الآليات الضرورية لتشكيل السم والتسليم في وقت ما خلال حقبة الميوسين. خلال المنتصف العالي، حيث كان معظم كمين الثعابين المفترسة كبير وتنتمي إلى فوق عائلة Henophidia، والتي تستخدم لقتل انقباض فرائسها. كما أن المراعي المفتوحة استبدلت بمناطق الغابات في أجزاء من العالم، وبعض عائلات الثعبابين تطورت لتصبح أصغر حجما وأكثر مرونة وهكذا. ومع ذلك، فان إخضاع وقتل الفريسة أصبحت أكثر صعوبة بالنسبة للالثعابين الصغيرة، مما أدى إلى تطور في سم الثعبان. أبحاث أخرى على Toxicofera، وكليد افترضت باعتقاد أن الأجداد يعيشوا في معظم الزواحف، يدل على وجود إطار زمني في وقت سابق لتطور سم ثعبان، وربما بسبب عشرات الملايين من السنين، وخلال أواخر العصر الطباشيري.
ويتم إنتاج سم الأفعى في الغدة النكفية والتي تكون المسؤولة عادة عن إفراز اللعاب. يتم التخزين في هياكل تدعى الحويصلات الهوائية وراء عيون الحيوان، وتطرد طوعا من أنبوبي مجوف لها من خلال الأنياب. يتألف السم من بين مئات الآلاف من البروتين المختلفة والانزيمات، وتخدم جميع الأغراض المتنوعة، مثل التداخل لنظام القلب مع فريسة أو زيادة نفاذية النسيج بحيث يتم استيعاب هذا السم بشكل أسرع.
سم الثعابين في كثير من مثل pitvipers، يؤثر تقريبا على كل نظام جهاز في جسم الإنسان، ويمكن أن يكون مزيجا من السموم الكثيرة، بما في ذلك cytotoxins، hemotoxins، أعصاب، وستاندرد myotoxin، والسماح لمجموعة متنوعة هائلة من الأعراض. في وقت سابق، والسم الذي كان يعتبر سما لثعبان ليكون نوع واحد فقط ليكون سام للدم أو للأعصاب، وهذا الاعتقاد الخاطئ قد لا يزال قائم في أي مكان آخر بسبب صعوبة الوصول لتحديث الأدب.
قوة السم تختلف بشكل ملحوظ بين الأنواع وأكثر من ذلك بين العائلات، ولكن ثعابين أستراليا معروفة بلامتلاك سما قويا على وجه الخصوص: من 10 الثعابين في العالم من حيث السامة، مقاسا LD50 في الفئران، وتسكن في القارة. 50 على الرغم من معرفة الكثير عن تركيبة بروتين السموم من ثعابين آسيا وأمريكا، والقليل نسبيا هو معروف من الثعابين الأسترالية. هذا على الرغم من أن 6 من 10 ثعابين في العالم الأكثر سمية (يحدده LD50 عن (جرعة مميتة في الفئران لقتل 50 ٪)) يجري الثعابين العربيدة الأسترالية.}} من هذه، فان taipan الداخلية تمتلك إمكانيات معظم السم، ولكن لأن الثعبان خجول ونادرا ما يواجه من قبل البشر، فاللدغات نادرة للغاية. كمية السم التي تنتج تختلف أيضا بين الأنواع، مع الافعى الغابونية التي قادرة على تقديم يحتمل 5-7 مل (450-600 ملغ) من السم في لدغة واحدة، أكثر من أي ثعبان.

## الوقاية

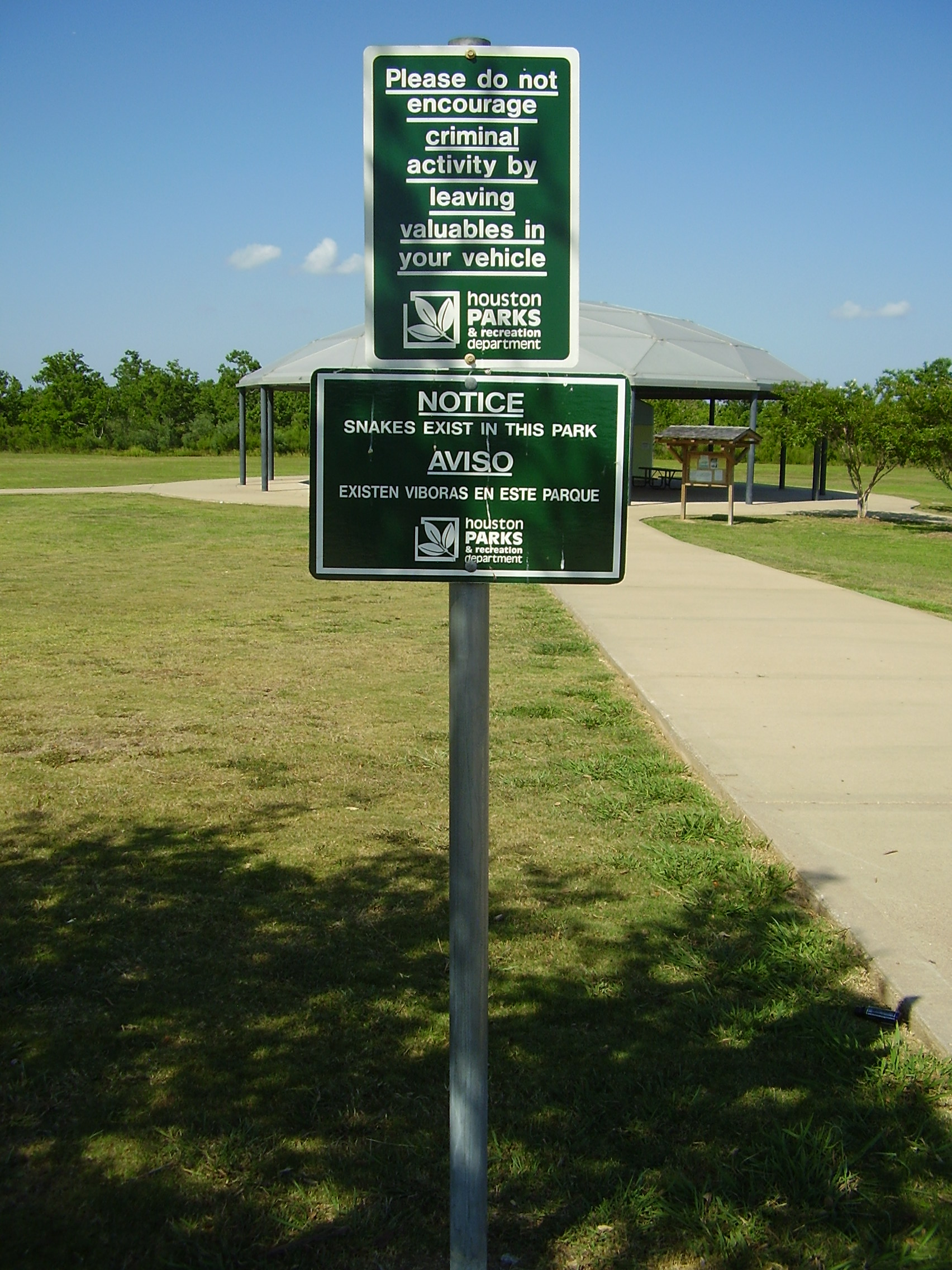
قم سيلفان رودريغيز في حديقة في مدينة هيوستن بولاية تكساس التحذير من وجود من الثعابين.

الثعابين هي أكثر احتمالا لان تلدغ عندما يشعروا بأنهم مهددون، والدهشة، واستفزاز، أو لا يملكون وسيلة للهروب عندما يحاصروا. عند مواجهة الثعبان يعتبر دائما خطير ويوصى لمغادرة المنطقة المجاورة. وليس هناك طريقة عملية لتحديد بأمان أي نوع من الأنواع الأفاعى كما أن المظاهر قد تختلف بشكل كبير.
الثعابين من المرجح أن تقترب من المناطق السكنية عندما تجذبهم فريسة، مثل القوارض. يمكن لمنظمة مكافحة الآفات أن تحد من خطر الثعابين إلى حد كبير. من المفيد أن نعرف أنواع الثعابين التي هي مشتركة في المناطق المحلية، أو أثناء السفر أو المشي لمسافات طويلة. ومناطق من العالم مثل أفريقيا وأستراليا وNeotropics، وجنوب آسيا هي مناطق مأهولة من قبل العديد من الأنواع الخطرة للغاية. يجري بحذر من وجود ثعبان وتجنبه في نهاية المطاف عندما ينصح بذلك بشدة.
عندما تكون في البرية، فالوطئ يخلق شيء كبير من الاهتزازات الأرضية والضجيج، والذي يؤدي في كثير من الأحيان لفرار الثعابين من المنطقة. ولكن، هذا فقط عموما ينطبق على أمريكا الشمالية وأكبر الثعابين وأكثرها عدوانية في بعض أجزاء أخرى من العالم، مثل الكوبرا الملك والمامبا السوداء، سوف تقوم بحماية أراضيها. وعند التعامل مع لقاءات مباشرة فمن الأفضل أن يبقى صامتا وبلا حراك. وإذا لم يهرب الثعبان فمن المهم الابتعاد ببطء وبحذر.
و يمكن استخدام المصباح اليدوي عند المشاركة في أنشطة التخييم، مثل جمع الحطب في الليل، وهذا يكون مفيدا. الأفاعي قد تُكون أيضا نشاطا غير عادي خلال الليالي الحارة وخصوصا عندما تتجاوز درجات الحرارة حدها في المناطق المحيطة 21 °م (70 °ف). انه من النصح بعدم الوصول إلى سجلات عمياء جوفاء، والوقوف فوق الحجارة الكبيرة، وأن ندخل كابينة قديمة أو الأماكن الأخرى المحتملة لاختباء الثعبان. وعند تسلق الصخور، فانه ليس من الآمن الاستيلاء على الحواف أو الشقوق دون دراستها أولا، وكما أن الثعابين لهادم بارد وتسفع في كثير من الأحيان على قمة صخرة الحواف.
وينبغي على أصحاب الحيوانات الاليفة أو أصحاب الثعابين أن يكونوا على علم بأن الثعبان قادرة على إلحاق الضرر، وأنه من الضروري أن نتصرف دائما بحذر. عند التعامل مع الثعابين فأنه ليس من الحكمة أبدا أن تُستهلك المشروبات الكحولية س. في الولايات المتحدة أكثر من 40 ٪ من ضحايا لدغات الأفاعي يضعوا أنفسهم عمدا في الأذى من خلال محاولة القبض على الثعابين البرية أو عن طريق التعامل بلا مبالاة مع الحيوانات الأليفة الخطرة -و 40 ٪ من هذا العدد كان لديهممستوى الكحول في الدم بنسبة 0,1 في المئة أو أكثر.
ومن المهم أيضا تجنب الثعابين التي تبدو وكأنها ميتة، وأن بعض الأنواع في الواقع سوف يقوموا باللف أكثر على ظهورهم والتمسك بلسانهم لخداع التهديدات المحتملة. وعند فصل رأس الثعبان يؤدى لفعل منعكس على الفور، ويحتمل أن يُكون لدغة. واللدغة الناجمة يمكن أن تكون لدغة شديدة على هذا النحو من حياة الثعبان.
الثعابين المميتة هي أيضا غير قادرة على تنظيم حقن السم، لذلك في كثير من الأحيان يمكن للدغة الثعبان أن تحتوي على كميات كبيرة من السم.

## العلاج
إنها ليست بالمهمة السهلة تحديد ما إذا كان أو لم يكن للدغة من قبل أي نوع من الثعبابين المهددة للحياة. واللدغة من قبل كوبراهيد أمريكا الشمالية على الكاحل تكون عادة إصابة متوسطة إلى البالغين الأصحاء، ولكن اللدغة في بطن الطفل أو الوجه لنفس الثعبان قد تكون قاتلة. نتائج جميع لدغات الثعابين يعتمد على عدد وافر من العوامل : حجمه وحالته البدنية، ودرجة الحرارة الأفعى، والسن والحالة البدنية للضحية، ومنطقة وأنسجة العض (، وعلى سبيل المثال، الجذع، والوريد أو العضلات)، وعلى أساس كمية السم المحقونة، على أساس الوقت الذي يستغرقه المريض للبحث عن العلاج، وأخيرا تعتمد على نوعية العلاج. تأمين العلاج الطبي المؤهل على وجه السرعة هو أفضل مسار للعمل، وأوصت إدارة المحافظة على ذلك في الوقت نفسه.

### تحديد هوية الثعبان

خارطة تبين عدد الأشخاص الذين يتعرضون لِلدغ الأفاعي سنويًا حول العالم.

التعرف على الثعبان يكون مهما في التخطيط للعلاج في مناطق معينة من العالم، ولكنه ليس من الممكن دائما. وبشكل مثالي قد تقدم الأفعى الميتة المعروفة مع المريض، ولكن في المناطق التي تكون فيها لدغة الثعبان أكثر شيوعا، المعرفة المحلية تكون كافية لمعرفة ثعبان. ومع ذلك، في المناطق التي يكون فيها المصل متعدد التكافؤ متوفر، مثل أمريكا الشمالية، والتعرف على الثعبان ليس بندا ذا أولوية عالية.
ثلاثة أنواع من الثعابين السامة التي تسبب معظم المشاكل السريرية الرئيسية هي الأفاعي، kraits، والكوبرا. ومعرفة ما الأنواع الموجودة محليا يمكن أن تكون حاسمة، مثل معرفة العلامات والأعراض النموذجية من التأثر بزعاف الحشرات من كل نوع من الثعابين. ونظم التسجيل يمكن استخدامها في محاولة لتحديد لدغة الثعبان والتي تستند على المظاهر السريرية،  ولكن نظم التسجيل تكون محددة للغاية في مناطق جغرافية معينة.

### الإسعافات الأولية
توصيات الإسعافات الأولية للدغة الأفعى متنوعة، ويرجع ذلك جزئيا لان الثعابين المختلفة لديها أنواع مختلفة من السم. بعضها يكون لها تأثير موضعى بسيط، ولكن التأثيرات الشاملة تهدد الحياة، وفي هذه الحالة يحتوي على السم في المنطقة من الدغة من قبل تجميد الضغط المرغوب فيه للغاية. السموم الأخرى تحرض إلى تلف الأنسجة المترجمة في جميع أنحاء منطقة العض، والشلل قد يزيد من شدة الضرر في هذه المنطقة، ولكن أيضا يقلل من المساحة الإجمالية المتضررة ؛ ما إذا كانت هذه المقايضة المرغوب فيها لا تزال تشكل نقطة خلاف.
و لأن الثعابين تختلف من بلد إلى آخر، فأساليب الإسعافات الأولية تختلف أيضا. كما هو الحال دائما، فهذا المقال ليس المشروع البديل للاستشارة الطبية المتخصصة. وينصح القراء بقوة للحصول على المبادئ التوجيهية من منظمة الإسعافات الأولية ذات السمعة الجيدة في المنطقة الخاصة بها، وإلى أن نكون حذرين من العلاجات المحلية أو القصصية.
ومع ذلك، فان معظم المبادئ التوجيهية للاسعافات الأولية توافق على ما يلي :
1. حماية المريض (والغير، بما في ذلك نفسك) من لدغات أخرى. وعند تحديد الأنواع المرغوب فيها في بعض المناطق، ولا للمخاطرة لمزيد من الدغات أو تأخير العلاج الطبي المناسب من خلال محاولة اعتقال أو قتل الثعبان. وإذا لم يفر الثعبان بالفعل، يتم إزالة الضحية بعناية من المنطقة فورا.
2. الحفاظ على هدوء الضحية. والتوتر الحاد يزيد من تدفق الدم ويعرض المريض للخطر. وإبقاء الناس بالقرب من المريض الهادئ. و الذعريكون معدى لتسويات الحكم.
3. ونداء المساعدة لترتيب النقل إلى أقرب غرفة للطوارئ في المستشفى، حيث أن مصل الثعابين المشتركة في المنطقة سيكون متاحا كثيرا.
4. والتأكد من الحفاظ على الطرف المعضوض في وضع وظيفي ويكون تحت مستوى قلب الضحية، وذلك للتقليل من الدم الذي يعود إلى القلب وللأعضاء الأخرى من الجسم.
5. لا تعطي أي شيء للمريض كتناول الطعام أو الشراب. وهذا أمر مهم خصوصا مع كمية الكحول المستهلكة، والمعاينة والمعروفة والتي سوف تسرع من امتصاص السم. لا لإدارة منشطات التنبيه أو أدوية الألم للضحية، ما لم تكن موجهة تحديدا للقيام بذلك من قبل الطبيب.
6. إزالة أي مواد أو ملابس قد تقوم بتقليص أطرافهم المعضوضة إذا تضخمت (مثل الخواتم، والأساور، والساعات والأحذية، الخ.)
7. إبقاء الضحية كما هي إذا امكن ذلك.
8. لا لشق موقع العض.

العديد من المنظمات، بما في ذلك الجمعية الطبية الأميركية والصليب الأحمر الأمريكي، يوصوا بغسل اللدغة بالماء والصابون. ومع ذلك، لا تحاول تنظيف المنطقة بأي نوع من المواد الكيميائية. والتوصيات الأسترالية لعلاج لدغة الثعبان توصي بقوة بعدم تنظيف الجرح. والبقايا من آثار السم على الجلد أو الضمادات بسبب اللدغة يمكن استخدامها للاشتراك مع المجموعة المعرفة للدغة الثعبان لتحديد أنواع من الثعابين. وهذا يعطى القرار بسرعة للمصل الذي سيتم ادارته في غرفة الطوارئ.

### ضغط الشلل

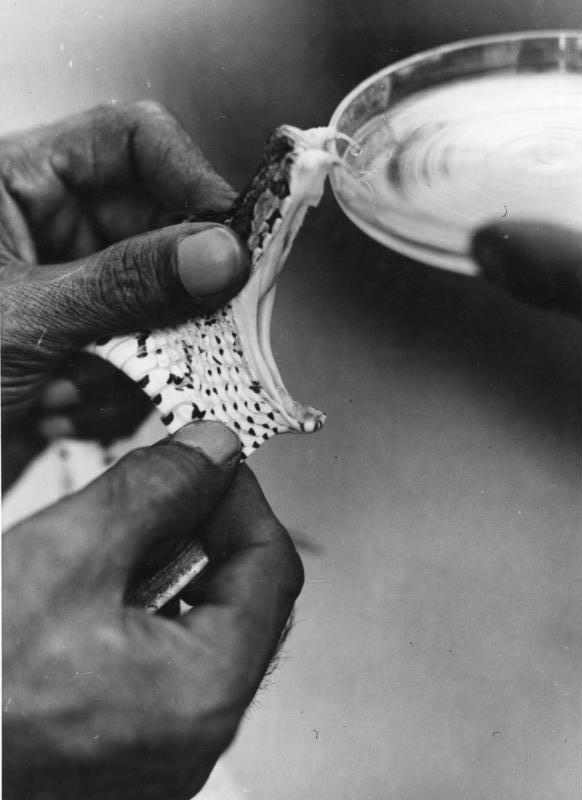
الافعى ورسل يجري "حلب". مختبرات استخدام السم المستخرج ثعبان لإنتاج لسم النوعي، الذي غالبا ما يكون العلاج الوحيد الفعال للدغ الثعابين قاتلة.

في عام 1979، في أستراليا الوطنية للصحة ومجلس البحوث الطبية المعتمدة رسميا لتجميد الضغط على انه الأسلوب المفضل لعلاج بالإسعافات الأولية للدغات الأفاعي في أستراليا. اعتبارا من عام 2009، الأدلة السريرية لتجميد الضغط لا تزال محدودا، ومع الأدلة الحالية فهى تستند بشكل كامل تقريبا على حالات نادرة. وقد أدى هذا لمعظم السلطات الدولية على فعالية السؤال. على الرغم من هذا، فإن جميع منظمات الإسعافات الأولية الحسنة السمعة في أستراليا توصي لعلاج ضغط الشلل، ومع ذلك، فإنه لا يتم الالتزام على نطاق واسع، ومع دراسة واحدة تبين ان الثلث فقط من مرضى لدغات الأفاعي يحاولون بعلاج ضغط الشلل.
ان تجميد الضغط غير مناسب للدغات السامة للخلايا مثل تلك التي تصيب من معظم الأفاعي،  ولكن قد يكون هذا فعالا ضد سموم الأعصاب مثل تلك التي في معظم العربيدة  والذي قام بتطوره الباحث الطبي ستروان ساذرلاند في 1978،  موضوع تجميد الضغوط لاحتواء السم داخل أحد الأطراف المعضوضة ومنعها من التحرك من خلال الجهاز اللمفاوي إلى الأعضاء الحيوية. وهذا العلاج له مكونين : الضغط لمنع التصريف اللمفاوي، والشلل في الطرف المعضوض لمنع عمل الضخ من عضلات الهيكل العظمي.
يفضل أن يتم تطبيق الضغط مع ضمادة مرنة، ولكن أي قطعة قماش سوف تفعل ذلك في حالة الطوارئ. الضمادة تبدأ من 2-4 بوصات فوق اللدغة (أي بين اللدغة والقلب)، ويتم لفها حول اللدغة بطريقة متداخلة وتتحرك صعودا نحو القلب، ثم التراجع عن اللدغة الماضية وذلك باتجاه اليد أو القدم. ويجب بعد ذلك عقد أطرافهم لتكون ثابتة : ولا تستخدم، وإذا امكن أن تُعقد مع جبيرة أو حبل. وينبغي أن تكون الضمادة مشدودة بقوة كما هو الحال عند ربط الالتواء في الكاحل. ويجب ' ألا ينقطع تدفق الدم، أو حتى أن تكون الضمادة غير مريحة، وإذا كانت غير مريحة، فإن المريض سوف يثنى أطرافه دون وعي، وبذلك سوف يتم هزيمة الشلل الذي هو جزء من العلاج. وينبغي أن يكون لمكان اللدغة علامة واضحة على السطح الخارجي للأربطة. بعض الوذمة السطحية هو نتيجة متوقعة لهذه العملية.
و يجب تطبيق تجميد الضغط بأسرع وقت ممكن، وإذا كنت تنتظر حتى تصبح الأعراض ملحوظة فسوف تضيع أفضل وقت للعلاج. وبمجرد أن تم تطبيق ضغط الضمادة '، يجب عدم إزالة الضمادة حتى يصل المريض إلى المكان الطبى المحترف. ان المزيج من الضغط والشلل قد يحتوي على السم بشكل فعال بحيث لا تظهر أعراض واضحة لأكثر من 24 ساعة، مما يعطي الوهم بانها لدغة جافة. ولكن هذا يكون مجرد تأخير ؛ فإزالة الضمادة ينشر السم في نظام جسم المريض بسرعة وربما مع عواقب وخيمة أيضا.

## وصلات خارجية
- منظمة الصحة العالمية الأفعى Antivenoms قاعدة البيانات